# Cooperação civil-militar

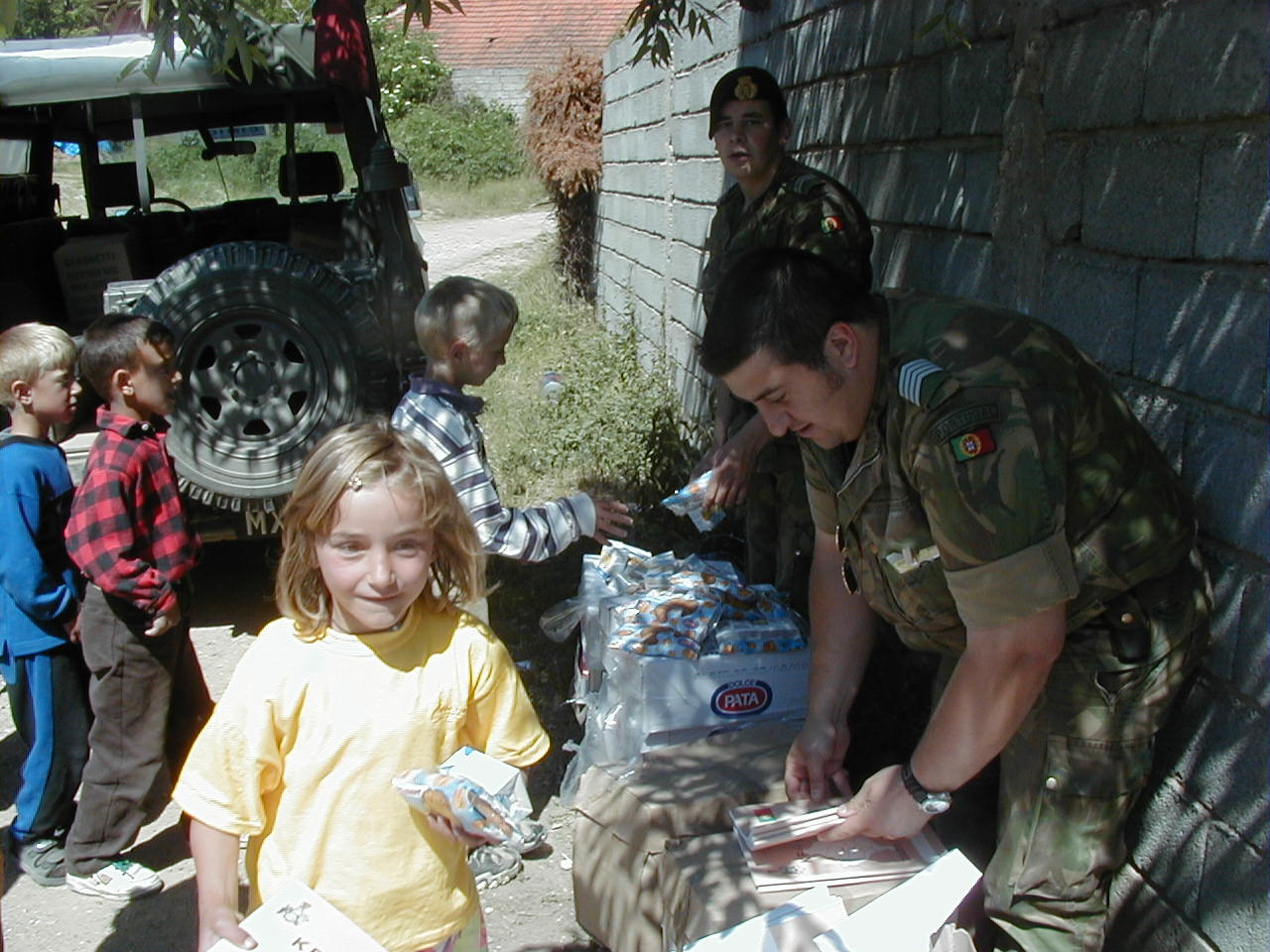
Soldados do Agrupamento Charlie do Exército Português, numa ação CIMIL em Pristina, Kosovo.

A cooperação civil-militar constitui a função militar de ligação entre o comandante de uma força militar e as organizações civis com presença ativa num teatro de operações. Hoje em dia, geralmente, um plano de operações militares inclui sempre a componente de cooperação civil-militar. A cooperação civil-militar é também referida pelos acrónimos "CIMIL" ou "CIMIC" (este, do termo inglês "civil-military co-operation").
No âmbito da cooperação civil-militar inclui-se o conjunto de ações não estritamente militares realizadas em proveito dos civis. Portanto, a CIMIL tem por fim a participação dos militares na realização dos objetivos civis do plano de operações em todos os domínios, mas especialmente nos culturais, económicos, sociais, de segurança pública e de proteção civil. O seu papel é especialmente importante no período inicial do restabelecimento da paz numa região do teatro de operações, altura em que os atores civis não estão ainda capazes de exercer normalmente as suas funções. Depois deste período, as autoridades militares passam gradualmente as suas responsabilidades nesta área para as organizações governamentais, internacionais ou não governamentais (ONG) civis presentes na região.

## História
Apesar de algumas forças armadas manterem unidades especializadas na realização do que modernamente se chama "cooperação civil-militar" já desde a primeira metade do século XX, as modernas doutrinas de CIMIL começaram a desenvolver-se no âmbito da OTAN, em meados da década de 1990, em resposta sobretudo às lições aprendidas nos conflitos dos Balcãs.

## Doutrina
A doutrina da OTAN no que diz respeito à cooperação-civil militar atribui-lhe três funções nucleares:
1. Suporte à força: qualquer atividade planeada para dar apoio à força militar a partir da população nativa;
2. Ligação civil-militar: a coordenação e o planeamento conjunto com organismos civis em suporte à missão;
3. Suporte ao ambiente civil: o proporcionar de qualquer uma das várias formas de assistência (peritagem, segurança, infraestrturas, etc.) à população local em suporte da missão militar.

A cooperação civil-militar é tanto uma função como uma capacidade. Como tal, na maioria das forças armadas da OTAN, existem militares especialmente treinados e empenhados na CIMIL. Ao mesmo tempo, na maioria das operações, quase todos os militares desenvolvem CIMIL no seu dia a dia. A função CIMIL não é, portanto, um monopólio dos especialistas, estes servindo sobretudo para aconselhar os comandantes no que diz respeito a este assunto.
A cooperação civil-militar funciona como uma multiplicador de forças. Assim, por exemplo, ao construírem relações com funcionários dos governos locais ou das ONG, o pessoal de CIMIL pode aperceber-se de uma ameaça específica à missão. Ao fazê-lo, podem ter a oportunidade de alertar o comandante, permitindo-lhe aplicar os recursos necessários para lidar com a ameaçao. Em vez de ter que manter uma patrulha em cada esquina, o acesso à informação recolhida pelas equipas CIMIL permite ao comandante empenhar um menor número de soldados e usá-los em outras áreas prioritárias.

## Cooperação civil-militar por países

### Portugal
As Forças Armadas Portuguesas seguem a doutrina geral da OTAN no que diz respeito à cooperação civil-militar. O Exército Português mantém, no Regimento de Engenharia Nº 1, uma unidade especializada nesta função: a Companhia Geral CIMIC. A Companhia Geral CIMIC é parte integrante da Componente Operacional do Sistema de Forças do Exército, na dependência das Forças de Apoio Geral.